# Selección de waterpolo de Croacia
La Selección de waterpolo de Croacia es la selección masculina de waterpolo de Croacia, que está regulada  la Federación croata de waterpolo. Es conocida en el universo del waterpolo como las barracudas (en croata Barakude).

## Resultados

### Juegos Olímpicos
- 1992: No participó
- 1996:  Medalla de plata
- 2000: 7ª plaza
- 2004: 10.ª plaza
- 2008: 6ª plaza
- 2012:  Medalla de oro
- 2016:  Medalla de plata
- 2020: 5ª plaza
- 2024:  Medalla de plata

### Mundiales de waterpolo
- 1994: 4ª plaza
- 1998: 9ª plaza
- 2001: 8ª plaza
- 2003: 9ª plaza
- 2005: 4ª plaza
- 2007:  Medalla de oro
- 2009:  Medalla de bronce
- 2011:  Medalla de bronce
- 2013:  Medalla de bronce
- 2015:  Medalla de plata
- 2017:  Medalla de oro
- 2019:  Medalla de bronce
- 2022: 4ª plaza
- 2023: 9ª plaza
- 2024:  Medalla de oro

### Europeo de waterpolo
- 1993: 5ª plaza
- 1995: 4ª plaza
- 1997: 4ª plaza
- 1999:  Medalla de plata
- 2001: 4ª plaza
- 2003:  Medalla de plata
- 2006: 7ª plaza
- 2008: 4ª plaza
- 2010:  Medalla de oro
- 2012: 9ª plaza
- 2014: 5ª plaza
- 2016: 7ª plaza
- 2018:  Medalla de bronce
- 2020: 4ª plaza
- 2022:  Medalla de oro
- 2024:  Medalla de plata

### Liga mundial
- 2002: 7ª plaza
- 2003: No compitió
- 2004: No compitió
- 2005: 4ª plaza
- 2006: No compitió
- 2007: No compitió
- 2008: No compitió
- 2009:  Medalla de plata
- 2010:  Medalla de bronce
- 2011:  Medalla de bronce
- 2012:  Medalla de oro
- 2013: No compitió
- 2014: No compitió
- 2015:  Medalla de plata
- 2016: No compitió
- 2017:  Medalla de bronce
- 2018: 5ª plaza
- 2019:  Medalla de plata